# Psychoda inornata
Psychoda inornata és una espècie d'insecte dípter pertanyent a la família dels psicòdids que es troba a les illes Hawaii.